# 巴爾馬基

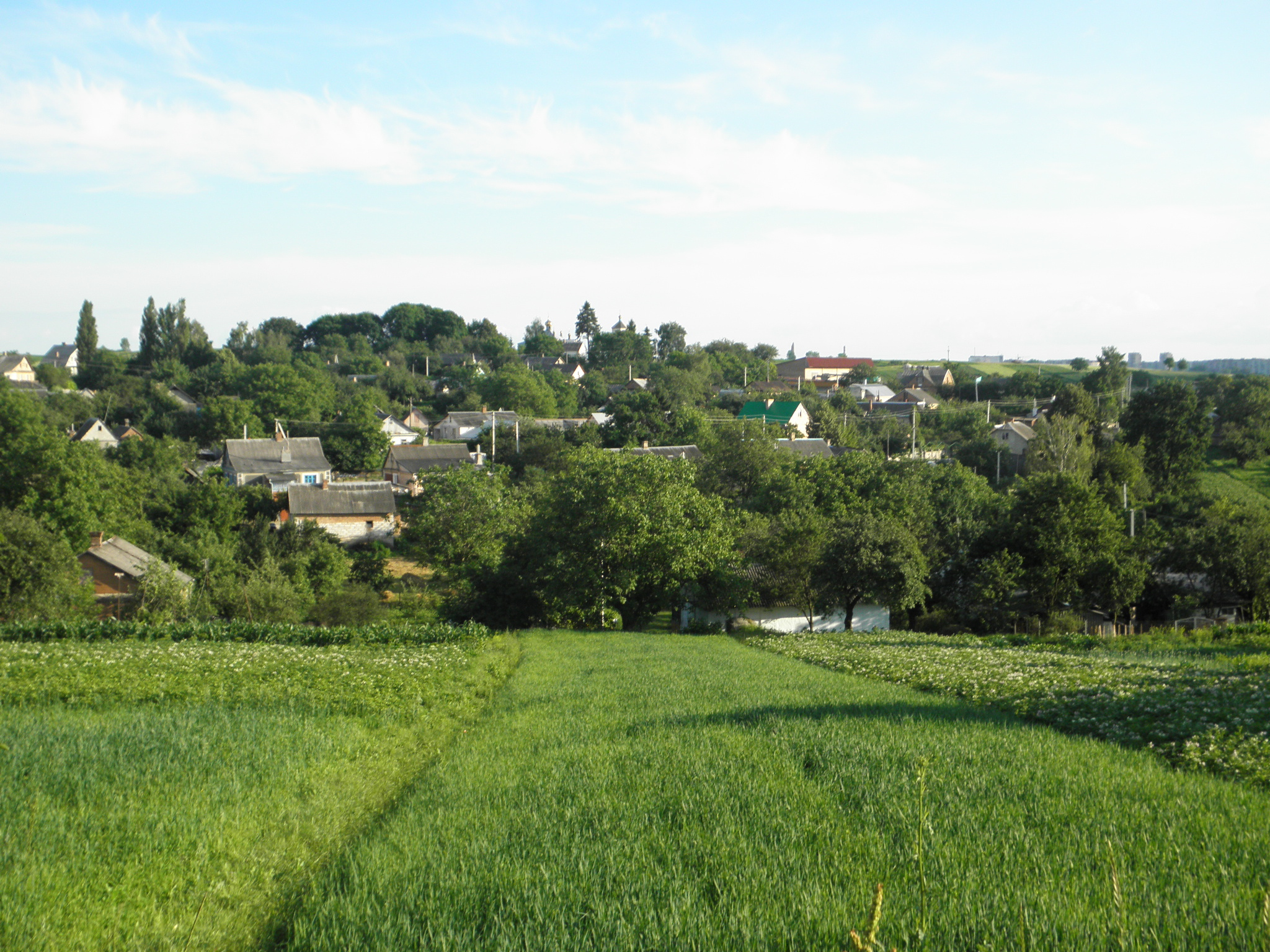

巴爾馬基（烏克蘭語：Бармаки），是烏克蘭西北部里夫内州里夫内区什帕尼夫市鎮的村落。面積1平方公里，海拔高度240米，2001年人口751，人口密度每平方公里1,120.9人。